# Takeshi Morishima
Takeshi Morishima (森嶋 猛, Morishima Takeshi) (né le 15 octobre 1978 à Edogawa, Tokyo), est un catcheur japonais. Il catche dans la Pro Wrestling NOAH au Japon et la Ring of Honor aux États-Unis.

## Carrière
Morishima catche régulièrement pour la Pro Wrestling NOAH. Il faisait équipe avec Takeshi Rikio.

### Ring of Honor
Morshima a catché pour la Harley Race's World League Wrestling promotion en 2003, défendant son titre de WLW Heavyweight Championship, qu'il a remporté face à Ron Harris durant sa tournée au Japon.
En février 2007, il catche à la  Ring of Honor. Il perd face à Samoa Joe le 16 février 2007 après avoir battu Homicide dans un match pour la ROH World Championship, devenant alors le premier non américain à remporter ce titre. Le 23 février 2007,  Morishima bat B.J. Whitmer dans son premier match pour défendre son titre, et la nuit d'après il fait équipe avec Nigel McGuinness pour battre Samoa Joe et Homicide. Le 3 avril 2007 il bat KENTA est conserve son titre.Le 14 avril 2007 il bat Nigel McGuinness est conserve son titre. Le 27 avril 2007 il bat Austin Aries est conserve son titre.  Lors de ROH Good Times, Great Memories, il conserve son titre contre Shingo Takagi. Le 6 mai, il conserve son titre contre Kazma Sakamoto. Le 12 mai il bat B.J. Whitmer est conserve son titre. Le 8 juin, il conserve son titre contre Jay Briscoe. Le 9 juin, il conserve son titre contre Roderick Strong. Lors de Manhattan Mayhem II, il conserve son titre contre Bryan Danielson.

### Pro Wrestling NOAH
Il fait ses débuts lors de Departure en battant Makoto Hashi.
Le 2 mars 2008, Morishima bat Mitsuharu Misawa au Budokan Hall Event de la Pro Wrestling NOAH Second Navigation Tour et devient le 12e GHC Heavyweight Champion.
Le 14 juin 2008, Morishima défend pour la première fois son titre GHC Heavyweight contre Takashi Sugiura.
Le 6 septembre 2008 au the Tokyo Nippon Budokan, Morishima perd son titre face à Kensuke Sasaki, qui lui porte le tombé après 22 minutes de match.
Le 22 janvier 2012, il bat Gō Shiozaki et remporte le second GHC Heavyweight Championship de sa carrière avec une Back Drop Suplex. Le 18 mars, lors de "Great Voyage 2012 In Yokohama" il défend pour la première fois son titre contre Naomichi Marufuji, remplaçant Takashi Sugiura absent à cause d'une hernie discale et remporte le match avec une Back Drop Suplex. Lors de Global Tag League 2012, Katsuhiko Nakajima et lui battent Gō Shiozaki et Tamon Honda dans un Global Tag League 2012 Match. Lors de Great Voyage 2012 In Nagoya, il bat Akitoshi Saito et conserve son titre. Lors de Summer Navigation 2012 Nuit 6, il bat Go Shiozaki et conserve son titre. Lors de The First Navigation 2013 - Tag 3 ~Matsuyama Wrestle Fest~, il participe à une Battle Royal de 12 qui est remporté par Genba Hirayanagi. Lors de Great Voyage 2013 In Osaka, il perd contre KENTA et perd son titre. Lors de Final Burning In Budokan, Masao Inoue et lui perdent contre Genichiro Tenryu et Yoshinari Ogawa. Le 5 janvier 2014, Morishima défait KENTA pour gagner le GHC Heavyweight Championship pour la troisième fois.L'après-match, Morishima quitte BRAVE pour former un nouveau groupe avec Kenou & Maybach Taniguchi faisant un hell turn dans le processus.Le 25 janvier, lui & Maybach Taniguchi battent TMDK (Mikey Nicholls & Shane Haste) est remportent les GHC Tag Team Championship,faisant de Morishima un double champion.le 8 février il perd le GHC Heavyweight Championship contre Yūji Nagata. Le 8 mars, lui & Maybach Taniguchi battent TMDK (Mikey Nicholls & Shane Haste) est conservent leur titres.Le 31 mars, lui & Maybach Taniguchi perdent leur titres contre Masato Tanaka et Takashi Sugiura.
Le 28 décembre 2015, Il décide de prendre sa retraite, car il est diagnostiqué diabétique et ne peut plus pratiquer le catch.

### Asistencia Asesoría y Administración
Le 19 mars 2010, lui et Taiji Ishimori battent La Hermandad 187 (Joe Líder et Nicho el Millonario) et remportent les AAA World Tag Team Championship.

## Palmarès
- 3 Count Wrestling 
  - 1 fois 3CW Heavyweight Championship

- Cauliflower Alley Club 
  - Future Legend Award (2007)

- Pro Wrestling Illustrated
  - Classé 10e des 500 meilleurs catcheurs en 2007

- Pro Wrestling NOAH
  - 3 fois GHC Heavyweight Championship
  - 5 fois GHC Tag Team Championship avec Takeshi Rikio (1), Mohammed Yone (2), Kensuke Sasaki (1) et Maybach Taniguchi (1)

- Ring of Honor
  - 1 fois ROH World Championship

- World League Wrestling 
  - 2 fois WLW Heavyweight Championship

- Asistencia Asesoría y Administración
  - 1 fois AAA World Tag Team Championship avec Taiji Ishimori

- Power Slam
  - 2006/7, 2007/11, 2008/22
- Wrestling Observer Newsletter awards 
  - Best Brawler (2007)
  - Match of the Year (2007) vs. Bryan Danielson au ROH Manhattan Mayhem II du 25 août.
  - Most Improved (2006)